# Gluphisia tartarus
Gluphisia tartarus är en fjärilsart som beskrevs av Karl Schawerda 1919. Gluphisia tartarus ingår i släktet Gluphisia och familjen tandspinnare. Inga underarter finns listade i Catalogue of Life.